# Wesley Lautoa
Wesley Lautoa (Épernay, 25 agosto 1987) è un ex calciatore francese, di ruolo difensore.

## Carriera
Nella stagione 2011-2012 ha giocato 5 partite in Ligue 1 con il Lorient. Nel 2017 passa al Digione FCO.